# Список советских домашних и учебных компьютеров
Это список советских домашних и учебных компьютеров — список моделей домашних, бытовых, школьных компьютеров, производимых и использовавшихся в СССР — как любительских (радиолюбительских, самодельных), так и выпускавшихся промышленно. Список разбит по категориям, где категорией является разрядность и модель центрального процессора. Таким образом, в каждой категории находится семейство компьютеров, которые полностью или частично совместимы между собой. Для серийных моделей указан год начала производства, для самодельных — год публикации схемы/описания и название издания.
- 8-разрядные на основе КР580
  - Микро-80[1] — 1983 первая публикация[2] в журнал «Радио», разработка с 1979 года. Первый советский компьютер, предназначенный для самостоятельной сборки радиолюбителями.
  - Ириша, Ириша/Л — 1985
  - Радио 86РК — 1986, журнал «Радио»
  - Альфа БК — клон Радио 86РК
  - Микро-88 — клон Радио 86РК
  - Геофит — клон Радио 86РК
  - Квантор — клон Радио 86РК
  - ПК-01 «Львов» — 1986
  - Океан-240 — 1986
  - Микроша — 1986, клон Радио 86РК
  - Партнёр 01.01 — 1987, клон Радио 86РК
  - Электроника КР-01/02/03/04 — клон Радио 86РК
  - Вектор-06Ц, Вектор ПК-6128Ц, Вектор Старт — 1987?
  - Криста — 1987, клон Радио 86РК
  - Криста-2 — клон Вектор-06Ц
  - Специалист — 1987, журнал «Моделист-конструктор»
  - Сэтик — клон Специалиста
  - Пионер — клон Специалиста
  - Радуга — 1988 — клон Специалист
  - ПК Лик — клон Специалист
  - Корвет ПК8010 / ПК8020 — 1988
  - Апогей БК-01 — 1988, клон Радио 86РК
  - Эликс-89 — 1989, клон Радио 86РК
  - ЮТ-88 — 1989, приложение к журналу «Юный техник»
  - Башкирия-2М — 1989
  - Орион-128 — 1990, журнал «Радио»
  - Специалист MX — 1991, развитие Специалист
  - Спектр-001 — клон Радио 86РК
  - ПК8000 (Сура, Веста, Хобби) — 1987
  - ПК8002 «Эльф»
  - Юниор ФВ-6506 — 1990, корпус Электроника МС 0511 «УКНЦ», процессор КР580ВМ80А, ОЗУ 128 Кб
  - Искра 1080 Тарту — 1988

- 8-разрядные на основе MOS Technology 6502 и СМ630Р
  - Агат — 1984 — аналог Apple II

- 8-разрядные на основе Zilog Z80 и его клонов
  - Robotron 1715 / 1715М — 1984, ГДР — 8-разрядный на основе U880 (клон Z80)
  - Многочисленные клоны ZX Spectrum — 1988
  - Байт — клон ZX Spectrum
  - Пентагон — 1989, клон ZX Spectrum
  - Ленинград-1, Ленинград-2 — клоны ZX Spectrum
  - Profi, Profi+ — 1991, развитие ZX Spectrum
  - Хоббит — развитие ZX Spectrum
  - Символ — клон ZX Spectrum
  - ATM Turbo — 1991, развитие ZX Spectrum
  - Aleste 520EX — 1993
  - Эрик — 1994, развитие «Специалист», журнал «Радиолюбитель»
  - Арго ФВ-6511 (1991)
  - Scorpion (компьютер) — развитие ZX Spectrum

- 16-разрядные на основе К1801ВМ1/ВМ2/ВМ3
  - ДВК — 1982
  - БК-0010, БК-0011M — 1983
  - Электроника МС 0511 «УКНЦ» — 1987
  - Союз-Неон ПК-11/16 — 1986

- 16-разрядные на основе К1810ВМ86 (аналог Intel 8086) и КМ1810ВМ88 (Intel 8088)
  - Искра 1030, Искра 1030М
  - Нейрон И9.66
  - Электроника МС 1502
  - ЕС 1840, ЕС 1841, ЕС 1842, ЕС 1845 — 1986
  - Поиск — 1991
  - Квазар-86 — 1992
  - Ассистент-128 — 1988

- Прочее
  - Электроника НЦ-8010 — 1981 — на основе К1801ВЕ1 
  - ПЭВМ Русич — 1991 — 8-разрядный на основе ИМ1821ВМ85А (клон Intel 8085)
  - Немига — 16-разрядный на основе 588 комплекта микросхем